# Codi de Regulacions Federals
En la llei dels Estats Units, el Codi de Regulacions Federals (CFR) és la codificació de les regulacions generals i permanents promulgada pels departaments executius i les agències del govern federal dels Estats Units. El CFR es divideix en 50 títols que representen àrees àmplies subjectes a la regulació federal.
L'edició anual del CFR es publica com a número especial del Registre Federal per l'Oficina del Registre Federal (part de l'Administració d'Arxius i Registres Nacionals) i l'Oficina d'Edicions del Govern. A més d'aquesta edició anual, el CFR es publica en línia al lloc web del CFR electrònic (eCFR), que s'actualitza diàriament.

## Rerefons
Sovint, el Congrés delega l'autoritat a una agència del poder executiu per emetre regulacions per governar alguna esfera. Aquests estatuts s'anomenen "estatut autoritzador" o "estatut habilitant" (o "legislació autoritzadora"). Els estatuts d'autorització solen tenir dues parts: un àmbit substantiu (normalment utilitza un llenguatge com ara "El secretari ha de promulgar regulacions per [aconseguir algun propòsit o dins d'algun àmbit]" i (b) requisits de procediment (normalment per invocar els requisits de reglamentació de la Llei de procediment administratiu (APA), la Llei de reducció de tràmits (PRA, codificat a 44 . USC §§ 3501), Llei de flexibilitat normativa (RFA, codificada a 5 USC §§ 601), i diverses ordres executives (principalment l'Ordre executiva 12866)). En general, cadascuna d'aquestes lleis requereix un procés que inclogui (a) la publicació de les regles proposades en un avís de proposta de reglamentació (NPRM), (b) determinades anàlisis de cost-benefici i (c) sol·licitud de comentari públic i participació en la presa de decisions, i (d) adopció i publicació de la regla final, a través del Registre Federal. L'elaboració de normes culmina amb la inclusió d'una regulació al Codi de regulacions federals. Aquestes regulacions sovint es coneixen com a "regulacions d'execució" en relació amb l'estatut d'autorització.

## Procediment de publicació
Les normes i reglaments es promulguen o es publiquen primer al Registre Federal. El CFR s'estructura en 50 títols temàtics. A les agències se'ls assignen capítols dins d'aquests títols. Els títols es divideixen en capítols, parts, seccions i paràgrafs. Per exemple, 42 CFR § 260.11(a)(1) indicaria "títol 42, part 260, secció 11, paràgraf (a)(1)." Conversacionalment, es llegiria com "quaranta-dos CFR dos-seixanta punt onze un" o similar.

## Llista de títols CFR
El CFR es divideix en 50 títols que representen àrees temàtiques àmplies:
- Títol 1: Disposicions generals
- Títol 2: Ajuts i convenis
- Títol 3: El President
- Títol 4: Comptes
- Títol 5: Personal Administratiu
- Títol 6: Seguretat Domèstica
- Títol 7: Agricultura
- Títol 8: Estrangers i nacionalitat
- Títol 9: Animals i productes d'origen animal
- Títol 10: Energia
- Títol 11: Eleccions federals
- Títol 12: Bancs i Banca
- Títol 13: Crèdit i Assistència Empresarial
- Títol 14: Aeronàutica i Espai (també conegut com a Reglament Federal d'Aviació)
- Títol 15: Comerç i comerç exterior
- Títol 16: Pràctiques comercials
- Títol 17: Borsa de mercaderies i valors
- Títol 18: Conservació dels recursos elèctrics i hídrics
- Títol 19: Drets de Duana
- Títol 20: Prestacions per als empleats
- Títol 21: Aliments i drogues
- Títol 22: Relacions exteriors
- Títol 23: Autopistes
- Títol 24: Habitatge i Urbanisme
- Títol 25: Indis
- Títol 26: ingressos interns (també conegut com a Reglament del Tresor)
- Títol 27: Alcohol, productes del tabac i armes de foc
- Títol 28: Administració Judicial
- Títol 29: Laboral
- Títol 30: Recursos minerals
- Títol 31: Diners i finances: Hisenda
- Títol 32: Defensa Nacional
- Títol 33: Navegació i aigües navegables
- Títol 34: Educació
- Títol 35: Reservat (antic Canal de Panamà)
- Títol 36: Parcs, boscos i béns públics
- Títol 37: Patents, marques comercials i drets d'autor
- Títol 38: Pensions, bonificacions i socors per a veterans
- Títol 39: Servei de Correus
- Títol 40: Protecció del Medi Ambient
- Títol 41: Contractes públics i gestió de la propietat
- Títol 42: Salut Pública
- Títol 43: Terres Públiques: Interior
- Títol 44: Gestió i Assistència d'Emergències
- Títol 45: Benestar públic
- Títol 46: Enviament
- Títol 47: Telecomunicació
- Títol 48: Sistema de regulació federal d'adquisicions
- Títol 49: Transports
- Títol 50: Fauna salvatge i pesca